# Acronicta adaucta
Acronicta adaucta es una especie de polilla de la familia Noctuidae. Se encuentra en Corea, Japón, nordeste de China y Extremo Oriente ruso (krai de Primorie, krai de Jabárovsk, óblast de Amur, Sajalín, sur de las Kuriles).